# Dubiaranea levii
Dubiaranea levii är en spindelart som beskrevs av Alfred Frank Millidge 1991. Dubiaranea levii ingår i släktet Dubiaranea och familjen täckvävarspindlar. Inga underarter finns listade i Catalogue of Life.